# Verdon (Dakota Południowa)
Verdon – miasto w Stanach Zjednoczonych, w stanie Dakota Południowa, w hrabstwie Brown.